# Françoise d'Humières
Françoise de Contay (1489-1557) est gouvernante des enfants de France de 1546 à 1557.

## Biographie
Françoise de Contay est la fille de Charles de Contay, sénéchal du Maine, et de Barbe de Hallwin. Elle hérite de son père la seigneurie de Contay et devient donc dame de Contay. Elle épouse en 1507 Jean d'Humières (?-1550). Elle est la mère de Jacques d'Humières, marquis d'Encre et de Charles d'Humières, évêque de Bayeux.
En 1546, elle et son époux se voient attribuer la charge de gouverneur et gouvernante du dauphin. Les enfants royaux sont élevés sous leur supervision directe, sous les ordres de Diane de Poitiers. Les enfants grandissent loin de la cour, au château de Saint-Germain-en-Laye, et quand la cour visite Saint-Germain, ils sont envoyés au château de Blois ou au château d'Amboise. En 1548, la nurserie est agrandie pour accueillir Marie Stuart, sa gouvernante Jane Fleming et sa cour écossaise d'une trentaine de personnes.
Quand son époux meurt en 1550, il est remplacé par Claude d'Urfé, mais le roi confirme Françoise de Contay dans ses fonctions jusqu'à son décès en 1557.

## Sources
- The girlhood of Mary queen of Scots from her landing in France in August 1548 to her departure from France in August 1561